# Vliegbasis Incirlik
Vliegbasis Incirlik  is een militair vliegveld nabij Adana in het zuiden van Turkije. De basis is in gebruik door de Turkse en Amerikaanse luchtmacht.
In december 1943 viel het besluit een vliegveld te bouwen bij Adana, maar met de bouw werd daadwerkelijk gestart in 1951 door het United States Army Corps of Engineers. Het was aanvankelijk een Amerikaanse basis maar in 1954 tekenden de Verenigde Staten en Turkije een akkoord om de basis gemeenschappelijk te gebruiken. Op 21 februari 1955 kreeg de basis de naam Adana Air Base en in 1958 werd dit gewijzigd in Incirlik Air Base.
Tijdens de Koude Oorlog speelde de basis een belangrijke rol om de Sovjet-Unie in de gaten te houden. Door de ligging was de basis ook geschikt om militaire acties te steunen en te ondernemen in het Midden-Oosten. Tijdens de Libanoncrisis in 1958 vlogen veel Amerikaanse gevechts- en transporttoestellen naar de luchthaven, maar kwamen niet in actie, behalve voor verkenningsvluchten en propagandoeleinden.
Na de Turkse invasie van Cyprus kondigde de Verenigde Staten een wapenembargo af. In reactie werden de Amerikanen het gebruik van het vliegveld ontzegd, met uitzondering van gebruik voor NAVO-activiteiten. In september 1978 verviel het wapenembargo en in 1980 was de relatie tussen de twee landen op het vliegveld weer genormaliseerd.
Tijdens de Irakoorlog werd de basis veel gebruikt en veel militairen maakten hier een tussenlanding tussen de Verenigde Staten en Irak. De basis speelt een belangrijke rol in de strijd tegen de Islamitische Staat.